# Esprit Pezenas
Esprit Pezenas (* 28. November 1692 in Avignon; † 4. Februar 1776 ebenda) war ein französischer Jesuit, Astronom und Mathematiker. Er war von 1728 bis 1749 Professor der Hydrographie und von 1729 bis 1763 Direktor des Observatoriums von Marseille.

## Leben
Esprit Pezenas entstammte einer alten provenzalischen Familie Avignons und war ein Sohn des Notars Esprit François Pezenas (1661–1738) und der Gabrielle de Neviere (1664–1738). Er besuchte seit 1702 das Jesuitenkolleg in Avignon und  trat 1709 als Novize in diesen Orden ein. Nach Beendigung seiner Ausbildung wirkte er von 1724 bis 1727 als Lehrer u. a. der Physik, Logik und Metaphysik zuerst in Lyon, dann am Jesuitenkolleg in Aix-en-Provence. 1728 erhielt er als Nachfolger von Antoine Laval das Amt eines königlichen Professors der Hydrographie in Marseille, wo er für einen Jahresgehalt von 500 Livres künftige Galeerenoffiziere unterrichtete. Er wirkte durch seine Vorlesungen und Schriften vorbildlich und war zugleich als praktischer Geometer tätig. So leitete er die Nivellements zum projektierten Kanal in der Provence, die in Lalandes großem Werk Des canaux de navigation (1778) verzeichnet sind. Dabei vernachlässigte er nicht seine geistlichen Obliegenheiten, sondern zeichnete sich als Missionsprediger auch durch seine Beredsamkeit aus.
Als 1749 die für die neuere Marine nicht mehr passenden Galeeren aufgehoben wurden und die königliche Schule für Hydrographie in Marseille ihre Pforten schloss, musste Pezenas seine dortige Lehrtätigkeit aufgeben, blieb aber Direktor der Marseiller Sternwarte. Im gleichen Jahr reiste er nach Paris, traf dabei u. a. den neuen Marineminister Antoine-Louis Rouillé sowie die Wissenschaftler Charles Marie de La Condamine, Nicolas-Louis de Lacaille und  Joseph-Nicolas Delisle und erhielt in der Folge bedeutende Gelder zur Renovierung und Ausstattung seines Observatoriums. Mit dieser finanziellen Unterstützung verschaffte er sich mehrere gute astronomische Instrumente und begründete den Ruhm der Marseiller Sternwarte, die nun zu den am besten ausgerüsteten Europas gehörte. Es wurden ihm zwei vom König besoldete Jesuiten als Gehilfen bewilligt, die er zu geschickten Mathematikern und Astronomen ausbildete und mit denen er nicht nur regelmäßige tägliche Beobachtungen durchführte und veröffentlichte, sondern auch gemeinschaftlich 1755 und die folgenden Jahre fünf Bände mit mathematischen und physikalischen Abhandlungen herausgab. Nach Aufhebung des Jesuitenordens 1763 musste er Marseille verlassen, zog sich in seine Vaterstadt zurück und arbeitete dort als Schriftsteller fleißig fort. Er starb am 4. Februar 1776 in 83 Jahren in Avignon. Der Marine-Akademie hatte er seit ihrer Gründung als Mitglied, den Akademien der Wissenschaften in Paris (seit 1750), Marseille und Montpellier als Korrespondent angehört.

## Werke
Pezenas verfasste Werke und Abhandlungen über Mathematik, Hydrographie, Schiffsnavigation und -vermessung, nautische Astronomie und Bestimmung geographischer Längengrade. Ferner übersetzte er bedeutende, vor allem über Optik und Mathematik handelnde Werke englischer Wissenschaftler, wodurch er diese Arbeiten in Frankreich bekannt machte. Zu seinen Schriften gehören u. a:
- Éléments de pilotage, Marseille 1733, neue Ausgabe 1754
- Pratique du pilotage, Marseille 1741 und 1749
- Nouvelle méthode du jaugeage, 1742
- Théorie et pratique du jaugeage des tonneaux, des navires et de leurs segments, Avignon 1749; zweite Auflage 1778
  - Die zweite Ausgabe enthält zwei Abhandlungen von Dez, Professor an der Militärschule, über den Visierstab. Pezenas hatte schon früher eine in das Eichungs- und Visierwesen einschlagende Schrift, betreffend die Keplersche Aufgabe über die Verhältnisse der Segmente eines parallel seiner Achse durchschnittenen Fasses, an die Pariser Akademie der Wissenschaften eingesandt.
- Französische Übersetzungen aus dem Englischen:
  - des Treatise of fluxions von Colin Maclaurin unter dem Titel Traité des fluxions, 2 Bände, Paris 1749
  - der Algebra von Maclaurin, Paris 1750
  - der Physik von John Theophilus Desaguliers, 2 Bände, Paris 1751
  - des Führers für junge Mathematiker von John Ward, Paris 1757
  - des Kommentars von Stewart über Newtons Quadratur der Kurven
  - der Schrift Bakers über das Mikroskop unter dem Titel Microscope mis à la portée de toute le monde
  - der Abhandlung Clarkes über das erste Buch der Principia philosophiae naturalis Newtons
  - des New English General Dictionary von Thomas Dyche. Diese Übersetzung veranstaltete Pezenas zusammen mit Jean-François Féraud und gab sie unter dem Titel Nouveau dictionnaire universel des arts et des sciences, français, latin et anglais (5 Bände, 1753) heraus.
  - der Optik von Robert Smith unter dem Titel Cours complet d’optique … (2 Bände, Avignon 1767). Nach neueren Forschungen erstellte Pezenas diese Übersetzung bereits 1752. Er fügte ihr auch wertvolle Zusätze bei. So teilt er etwa selbst durchgeführte Lichtexperimente mit, referiert über achromatische Fernrohre sowie andere seit dem Erscheinen des Originalwerks erfundene optische Instrumente und präsentiert eine geschickte Lösung des Problems der Sonnenrotation.
- Astronomie des marins, Avignon 1766
  - Pezenas zeigt in diesem Werk an zahlreichen Beispielen, dass die Lösung der nautischen Probleme durch die sphärische Trigonometrie weit einfacher und bequemer sei als durch die abschreckenden Formeln, die Maupertuis an deren Stelle setzen wollte.
- Mémoires de mathématiques et de physique rédigés à l’observatoire de Marseille (zusammen mit Blanchard, La Grange und Guillaume de Saint-Jacques de Silvabelle), 5 Bände, Avignon 1755–56.
  - Der Jahrgang 1755 enthält eine lange Abhandlung von Pezenas über die zu Beobachtungen auf der See dienlichen Instrumente und über die Verbindung des Heliometers mit dem Teleskop.
- Nouveaux essais pour déterminer les longitudes en mer par les mouvements de la lune et par une seule observation, Avignon 1768
  - Die hier vorgeschlagene Methode macht die Auflösung vieler Dreiecke nötig.
- Manière de réduire en tables la solution de tous les triangles sphériques, Avignon 1772
  - Der Druck solcher Tafeln wie jener, die Pezenas vorschlägt und von denen er hier Proben gibt, hätte nach der Schätzung des Verfassers 18.000 Francs gekostet.
- Examen de la méthode de l’abbé de la Caille pour trouver en mer les longitudes, Avignon 1773
  - Diese Kritik schließt sich das oben erwähnte Werk Nouveaux essais pour déterminer les longitudes en mer …  an.
- Nouvelle théorie des taches du soleil, von der Pariser Akademie der Wissenschaften herausgegeben  in ihren Mémoirs présentés des savants étrangers, Bd. 6, S. 318
- Table de logarithmes, Avignon 1770
  - Diese Schrift ist eigentlich ein Abdruck der 1742 erschienenen Tafeln William Gardiners, vermehrt mit den Logarithmen der Sinus und Tangenten für jede einzelne Sekunde der vier ersten Grade. Letztere Logarithmen waren von Mouton auf zehn Dezimalstellen berechnet, aber noch ungedruckt; Pezenas reduzierte sie auf sieben Dezimalstellen und gab sie so heraus.
- Histoire critique de la découverte des longitudes, Avignon 1775
  - Dieses Werk schließt sich an des Verfassers oben genannte Astronomie des marins an. Es trägt einige neue, nach Delambres Urteil gewagte Ideen vor und enthält manche ungenaue, vermutlich aus dem Gedächtnis gemachte Zitate. Man merkt dem Werk die Abnahme der Geisteskräfte seines Verfassers an.

Die von Pezenas seit 1729 gemachten Beobachtungen kamen in das Pariser Marinedepot. Andere Beobachtungen von Pezenas stehen in den Mémoires de Trevoux, z. B. Beobachtungen über die Schiefe der Ekliptik und über die geographische Breite von Marseille (1731). Eine Sammlung aller mathematischen Aufsätze und Abhandlungen aus sämtlichen Zeitschriften und aus den Denkschriften aller Akademien in Europa sollte nach einer Ankündigung im Journal des Savants (Februar 1773, S. 116) in Avignon unter Leitung  von Pezenas erscheinen, kam aber nicht zustande.